# Симплектическое многообразие
Симплектическое многообразие — это многообразие с заданной на нём симплектической формой, то есть замкнутой невырожденной дифференциальной 2-формой.
Важнейшим примером симплектического многообразия является кокасательное расслоение {\displaystyle T^{*}M}. Симплектическая структура позволяет естественным геометрическим образом ввести гамильтонову механику и даёт наглядное толкование многим её свойствам: если {\displaystyle M} — конфигурационное пространство механической системы, то {\displaystyle T^{*}M} — соответствующее ему фазовое пространство.

## Определение
Дифференциальная 2-форма {\displaystyle \omega } называется симплектической структурой, если она невырождена и замкнута, то есть её внешняя производная равна нулю,
{\displaystyle d\omega =0,}
и для любого ненулевого касательного вектора {\displaystyle v\in T_{x}M} найдётся вектор {\displaystyle w\in T_{x}M} такой, что
{\displaystyle \omega (v,w)\neq 0.}
Многообразие {\displaystyle M} с заданной на нём симплектической формой называется симплектическим многообразием.

### Замечания
- Из определения следует, что симплектическое многообразие имеет чётную размерность.
- Если размерность {\displaystyle M} равна {\displaystyle 2n}, то невырожденость формы {\displaystyle \omega } эквивалентна условию {\displaystyle \omega ^{\wedge n}\neq 0}.

## Связанные определения
- Диффеоморфизм симплектических многообразий {\displaystyle f\colon M\to N} называется симплектоморфизмом, если он сохраняет симплектическую структуру.

- Пусть {\displaystyle H\colon M\to \mathbb {R} } — произвольная гладкая функция на симплектическом многообразии. Симплектическая форма ставит в соответствие функции {\displaystyle H} векторное поле {\displaystyle V_{H}}, определяемое следующим тождеством:
{\displaystyle dH(X)=\omega (V_{H},X).}
  - Это определение аналогично определению градиента и иногда {\displaystyle V_{H}} называется симплектическим градиентом функции {\displaystyle H}.
  - Поле {\displaystyle V_{H}}, которое можно получить таким образом называется гамильтоновым.
  - В силу невырожденности формы {\displaystyle \omega } векторное поле {\displaystyle V_{H}} определено однозначно. В координатах Дарбу это отображение принимает вид

{\displaystyle {\dot {\mathbf {q} }}={\frac {\partial H}{\partial \mathbf {p} }},\quad {\dot {\mathbf {p} }}=-{\frac {\partial H}{\partial \mathbf {q} }},}

соответствующий уравнениям Гамильтона, при этом {\displaystyle H} называется гамильтонианом (функцией Гамильтона).
- Скобки Пуассона превращают множество гамильтонианов на {\displaystyle M} в алгебру Ли и определены по правилу

{\displaystyle [F,G]=\omega (V_{F},V_{G}).}

## Свойства
- Теорема Дарбу: все симплектические многообразия локально симплектоморфны. Таким образом, в окрестности любой точки многообразия можно выбрать координаты, называемые координатами Дарбу, в которых симплектическая форма имеет вид
{\displaystyle \omega =d\mathbf {p} \wedge d\mathbf {q} }

При этом в касательном пространстве каждой точки в рассматриваемой окрестности оказывается выбран базис Дарбу.
- Гамильтонов фазовый поток сохраняет симплектическую структуру (следует из формулы Картана):
{\displaystyle {\mathcal {L}}_{V_{H}}\,\omega =0}

Здесь {\displaystyle {\mathcal {L}}_{V_{H}}} — производная Ли по векторному полю {\displaystyle V_{H}}. Таким образом, гамильтонов фазовый поток является симплектоморфизмом.
- В частности, поскольку {\displaystyle \omega ^{\wedge n}} — форма объёма на {\displaystyle M}, то получаем теорему Лиувилля о сохранении фазового объёма:
{\displaystyle {\mathcal {L}}_{V_{H}}\omega ^{\wedge n}=0.}

## Контактная структура
С каждым симплектическим {\displaystyle 2n}-мерным многообразием каноническим образом связано {\displaystyle (2n+1)}-мерное контактное многообразие, называемое его контактизацией. Обратно, для любого {\displaystyle (2n+1)}-мерного контактного многообразия существует его симплектизация, являющаяся {\displaystyle (2n+2)}-мерным многообразием.

## Вариации и обобщения
Многообразие называется мультисимплектическим степени {\displaystyle k}, если на нём задана замкнутая невырожденная дифференциальная k-форма.